# Wienerfilharmonikernas nyårskonsert 2006

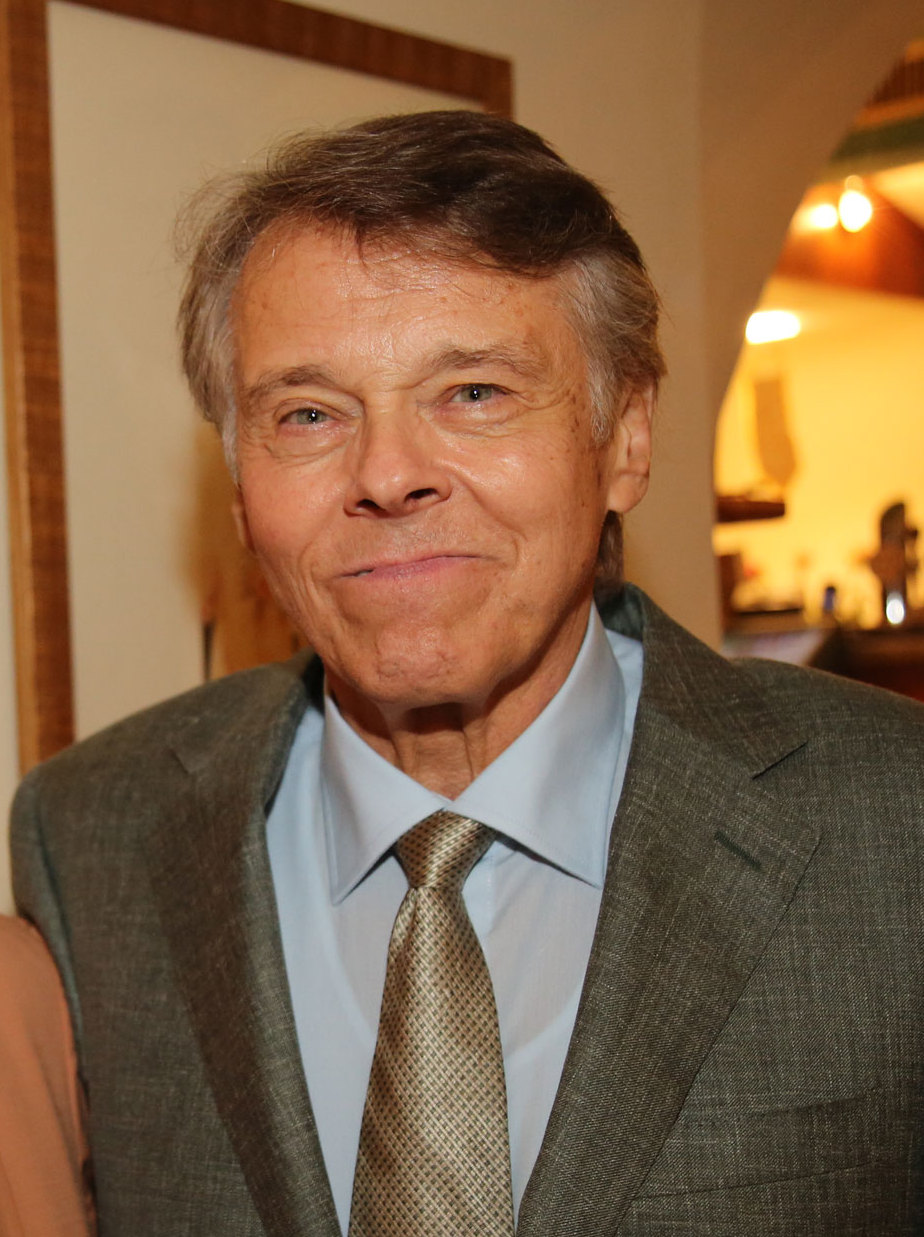
Mariss Jansons

Wienerfilharmonikernas nyårskonsert 2006 räknas som den 66:e nyårskonserten från Wien och ägde rum den 1 januari 2006 i Wiens Musikverein. Dirigent var Mariss Jansons.

## Historia
Strikt räknat var det Wienerfilharmonikernas 61:a nyårskonsert, eftersom det inte var förrän 1946 som namnet introducerades. Dessutom var det den 67:e Årsskifteskonserten, då det vid årsskiftet 1939/40 gavs en Außerordentliches Konzert (extraordinär konsert) av Wienerfilharmonikerna, som dock ägde rum på nyårsafton 1939. Från 1941 dirigerades nyårskonserten av Clemens Krauss, med undantag för åren 1946 och 1947 då Krauss förbjöds att dirigera på grund av sin närhet till nazistregimen och ersattes av Strausspecialisten Josef Krips.
Efter Clemens Krauss död 1955 följde Willi Boskovsky, konsertmästare i Wienerfilharmonikerna, som dirigerade konserten 25 gånger i rad. Från 1980 till 1986 följde sju konserter med dirigenten Lorin Maazel, som tjänstgjorde som chef för Wiener Staatsoper från 1982 till 1984. Därefter beslutade Wienerfilharmonikerna att bjuda in en ny dirigent varje år.
Som har varit fallet varje år sedan 1980 var blomsterdekorationerna en gåva från den italienska staden San Remo.

## Konserten
Konsertprogrammet innehöll sex kompositioner som aldrig tidigare spelats i nyårskonserten bland annat ett verk av Wolfgang Amadeus Mozart som "Årets jubilar" (250-årsdag).

## Program

### 1:a delen
- Johann Strauss den yngre: Auf's Korn! Bundesschützen-Marsch, op. 478*
- Johann Strauss den yngre: Frühlingsstimmen, Vals, op. 410
- Johann Strauss den yngre: Diplomaten-Polka, op. 448
- Josef Strauss: Eingesendet, Polka schnell, op. 240
- Johann Strauss den yngre: Lob der Frauen, Polka mazur, op. 315
- Johann Strauss den yngre: Künstlerleben, Vals, op. 316
- Josef Strauss: Ohne Sorgen, Polka schnell, op. 271

### 2:a delen
- Johann Strauss den yngre: Intågsmarsch ur operetten Der Zigeunerbaron
- Wolfgang Amadeus Mozart: Ouvertyren till Figaros bröllop, KV 492*
- Joseph Lanner: Die Mozartisten, Vals, op. 196*
- Johann Strauss den yngre: Liebesbotschaft-Galopp, Galopp, o. op. (Arrangement: Josef Bayer)*
- Johann Strauss den yngre: Neue Pizzicato-Polka, op. 449
- Johann Strauss den yngre: Künstler-Quadrille, op. 201*
- Johann Strauss den yngre: Spanischer Marsch, op. 433
- Johann Strauss den yngre: Du und Du, Vals, op. 367
- Johann Strauss den yngre: Im Krapfenwald'l, Polka, op. 336
- Johann Strauss den yngre: Furioso-Polka, op. 260**
- Eduard Strauß: Telephon, Polka française, op. 165 (Arrangement: Michael Rot)*
- Johann Strauss den yngre: Lagunen-Walzer, op. 411
- Johann Strauss den yngre: Éljen a Magyar! (Schnell-Polka (sic)), op. 332

### Extranummer
- Johann Strauss den yngre: Banditen-Galopp, op. 378
- Johann Strauss den yngre: An der schönen blauen Donau, Vals, op. 314
- Johann Strauss den äldre: Radetzkymarsch, op. 228

Verkförteckningen och verkens ordning finns på Wienerfilharmonikernas webbplats.
Verk markerade med * spelades för första gången vid en nyårskonsert.
**Furioso-Polka gavs ut som Furioso-Polka quasi Galopp av Carl Haslingers förlag i Wien 1862. Den betecknas trots det enbart som Polka i programmet. 

## Balettinslag
Neuen Pizzicato-Polka och valsen Du und Du koreograferade av John Neumeier.

## Pausfilm
I pausfilmen Mozart 06 visade Georg Riha och hans team visuella intryck från Salzburg till Wien, det vill säga av scener i Mozarts liv som var avgörande för några av hans verk.

## Radio- och TV-sändningar
Nyårskonserten sändes i radio och TV över hela världen: Den 1 januari 2006 var 60 länder som sände live, från Zambia till Mexiko och Kaukasus till Bolivia.

## Inspelningar
Inspelningen av konserten var ett av de mest sålda albumen 2006 i Österrike.

## Weblänkar
- Neujahrskonzert 2006 auf wienerphilharmoniker.at
- Wienerfilharmonikernas nyårskonsert 2006 på Youtube